# Eidsberg
Eidsberg er en tidligere kommune i det tidligere Østfold fylke i Norge, som ved kommunalreformen i Norge blev lagt sammen med Askim, Hobøl, Spydeberg og Trøgstad kommuner til den nye kommune i det nye Indre Østfold i det ligeledes nye Viken fylke. Den tidligere kommune grænsede til Askim, Trøgstad, Marker, Rakkestad, og Skiptvet kommuner i Østfold og Aurskog-Høland i Akershus fylke. Europavej 18 går gennem kommunen, og administrationscenteret Mysen er station på Østfoldbanens østre linje.
Eidsberg kommunes mest kendte attraktion er Momarken travbane, hvor Momarkedet afholdes hvert år.

## Historie
Tidligere tilhørte Eidsberg Heggen og Frøland fogderi, og området var involveret i en amtsdeling indenfor Akershus 7. februar 1685, som også omfattede Kristiania, Røyken, Lier og Hurum samt Sandsvær og Numedal.
Eidsberg formandskabsdistrikt, som blev etableret som en egen administrativ enhed i 1837, blev delt i to 1. juli 1920, da Mysen blev skilt ud som egen kommune med 1.545 indbyggere. Det tilbageværende Eidsberg havde 5.325 indbyggere.
1. januar 1961 blev Eidsberg og Mysen kommuner slået sammen til den nye Eidsberg kommune. Eidsberg havde ved sammenlægningen 6.195 indbyggere og Mysen 2.523.

## Byer i Eidsberg kommune
- Mysen
- Slitu
- Hærland